# Palacio de la Tinta
El antiguo Palacio de la Tinta es un edificio de influencia francesa de la ciudad de Málaga (España). Está situado en el paseo de Reding, junto al edificio de viviendas "Desfile del Amor", en el barrio de La Malagueta del distrito Centro. Se trata de un edificio de 10 500 m² construido en 1908 al estilo parisino fin de siècle, siendo el autor del proyecto Julio Aublin Calas (Argel, 1866 - Málaga, 1939), ingeniero jefe del Servicio de Vías y Obras de la Compañía de los Ferrocarriles Andaluces. Originalmente albergó oficinas administrativas de la Compañía de los Ferrocarriles Andaluces, pero en la actualidad acoge la sede de la Agencia Andaluza del Agua. En el año 2016 la Junta de Andalucía decidió que el palacio sería la sede de control para la prevención de catástrofes por inundaciones y sequías de las cuencas hidrológicas andaluzas.
Recibe este nombre porque durante su uso como administración de ferrocarriles debían trasladarse diariamente grandes cantidades de tinta para expedir los billetes a mano.
En 2023 se autoriza su reconversión en hotel de cinco estrellas para la cadena hotelera del Grupo Hotusa, el edificio forma parte del patrimonio arquitectónico de la ciudad, por lo que el proyecto de reconversión en hotel respetará su estructura original y adecuará el interior a su nuevo uso

## Características

### Portadas
El edificio se eleva sobre un zócalo de piedra donde se encuentran las ventanas del sótano. Tiene tres portadas: la principal, que da al Paseo de Reding frente a las casas de Félix Sáenz, se compone de un cuerpo resaltado con un arco de medio punto entre pilastras almohadilladas sosteniendo un macizo en el que se recorta un arco al sesgo que sirve de soporte a la balconada superior. Forman parte de ella dos vanos, de arco rebajado con balconada de piedra en el primero y artística rejería en el segundo, flanqueados por columnas con capiteles corintios que estiran la proporción clásica por adición de tambores acanalados, los cuales sostienen un entablamento denticulado que se curva en el centro y se abre en su parte más alta cobijando un escudo, marcando la separación con el piso superior y prolongándose lateralmente sobre los dos balcones con pretil de piedra unidos por alargadas ménsulas. El cuerpo superior, ubicado entre columnas corintias, se compone con tres vanos flanqueados, el central arqueado, con estípites y capiteles mensulados con decoración de tornapuntas, apoyados sobre ménsulas, los adintelados, y con molduras adaptadas a las enjutas, en el central. Se corona por balaustrada de piedra convexa en el eje de la portada apoyada sobre ménsulas surgiendo, en la cubierta de placas de pizarra gris, el frente de tres buhardillas con remate de tornapuntas afrontadas.

### Fachada
La fachada consta de dos pisos de balcones y uno de ventanas, separadas por imposta, apoyando la balconada sobre ménsulas distintas en cada piso y presentando diferente decoración en los dinteles. Se corona por un artístico ático con balaustrada apoyada sobre ménsulas. Entre los óculos que hay en la cubierta se sitúan las chimeneas para la calefacción, en forma de paralelepípedo. Los ángulos en un cuerpo de mayor resalte se achaflanan, encontrándose la misma composición que en la portada principal. La puerta del lateral derecho se destina a la entrada y salida del personal y la que está en el lado izquierdo está actualmente cerrada. 
Destacan elementos clásicos como las columnas corintias, los estípites o las tornapuntas, a través de los cuales el arquitecto creó un historicismo cercano al modernismo, muy original en Málaga. Enriquecen igualmente el valor patrimonial de este inmueble otros elementos como la cubierta de pizarra de gran inclinación o las buhardillas, de influencia francesa.